# Evil Dead (franchise)
Pour les articles homonymes, voir Evil Dead.
 Pour plus de détails, voir Fiche technique et Distribution
Evil Dead, ou L'Opéra de la terreur au Québec, est une franchise cinématographique américaine créée par Sam Raimi.
Elle met en scène le Necronomicon Ex-Mortis, un livre issu de la littérature sumérienne, qui après sa lecture, sème le chaos et la terreur autour de ceux l'ayant lu, notamment en prenant possession de certaines personnes, les transformant en démons surnommés les Cadavéreux (Deadites en version originale). La franchise démarre en 1981 avec une trilogie suivant les aventures d'Ash Williams (Bruce Campbell). Ash est le protagoniste principal de la franchise, étant ensuite le héros de la série télévisée Ash vs. Evil Dead ainsi que des différentes adaptations de la franchise en comics ou en jeux vidéo.
Au cinéma, avec la sortie de son quatrième volet en 2013, la franchise commence à mettre en scène d'autres personnages que Ash, tout en se déroulant toujours dans la même continuité que la trilogie et la série télévisée.
En ce qui concerne le ton, la franchise alterne principalement entre deux genres, avec des productions se tournant vers l'horreur pure et d'autres plus humoristiques, dans le genre de la comédie horrifique.

## Films
La franchise est composée de :
- Evil Dead, ou L'Opéra de la terreur au Québec, (The Evil Dead) de Sam Raimi, sorti en 1981.
- Evil Dead 2, ou L'Opéra de la terreur 2 au Québec, (Evil Dead 2: Dead by Dawn) de Sam Raimi, sorti en 1987.
- Evil Dead 3 : L'Armée des ténèbres, ou L'Armée des ténèbres au Québec, (Army of Darkness) de Sam Raimi, sorti en 1992.
- Evil Dead, ou L'Opéra de la terreur au Québec, de Fede Alvarez, sorti en 2013.
- Evil Dead Rise, ou L'Opéra de la terreur : Renaissance au Québec, de Lee Cronin, sorti en 2023.
- Evil Dead Burn de Sébastien Vaniček, dont la sortie est prévue en 2026.

### Evil Dead(1981)
Un groupe de cinq étudiants de l'université d'État du Michigan composé d'Ash Williams ; sa petite amie Linda ; sa sœur Cheryl Williams ; leur ami Scott, et sa petite amie Shelly, partent passer des vacances dans une cabane perdue dans la forêt du Tennessee. Lors d'un repas, la trappe du sous-sol s'ouvre toute seule. Ash et Scott y descendent et découvrent un livre avec un magnétophone et une dague. L'enregistrement contenu dans le magnétophone leur révèle que cette maison était celle d'un archéologue qui s'était retiré ici pour étudier un livre intitulé Naturum Demonto, version sumérienne du Livre des Morts. Relié en peau humaine et écrit avec du sang humain, le Necronomicon contient des incantations que la voix de l'archéologue récite, réveillant des esprits maléfiques en sommeil…

### Evil Dead2(1987)
Ash Williams et sa petite amie, Linda, prennent des vacances romantiques dans une cabane abandonnée dans les bois. Dans la cabane, Ash découvre un magnétophone où un message est enregistré par Raymond Knowby, l'archéologue qui a précédemment habité la cabane. Knowby y récite des passages du Necronomicon, qu'il a découvert lors d'une fouille archéologique. L'incantation enregistrée libère une force maléfique qui possède Linda. Ash est alors forcé de décapiter sa petite amie avec une pelle et l'enterre près de la cabane.
Pendant ce temps, Annie, la fille de Knowby, et son collègue, Ed Getley, reviennent d'une fouille avec les pages manquantes du Necronomicon. Ils font appel à deux habitants du coin, Jake et Bobby Joe, pour les guider jusqu'à la cabane. Ils y trouvent Ash qui est lentement rendu fou par le démon…

### Evil Dead3: L'Armée des ténèbres(1992)
Ash Williams, une tronçonneuse greffée au poignet, se retrouve propulsé dans le passé, en l’an 1300 par le moyen d'un portail spatio-temporel. Il est capturé par les hommes du seigneur Arthur, qui le soupçonnent d'être un agent du duc Henry, avec lequel Arthur est en guerre. Néanmoins, après avoir tué un mort-vivant sous les yeux de la population, Ash est célébré comme un héros.
Selon l'alchimiste d'Arthur, le seul moyen pour Ash de revenir à son époque est de retrouver le Necronomicon, le grimoire à l’origine de ses malheurs. Ash part alors à sa recherche…

### Evil Dead(2013)
Un groupe de jeunes se retrouve dans une cabane perdue dans les bois. Il est composé de David, Olivia, Eric et de la petite amie de David, Natalie. Les jeunes sont là pour aider Mia, la sœur de David, à renoncer à la drogue. Le groupe découvre alors la cave où est entreposé tout un assortiment d'objets morbides et lugubres. Eric remonte de la cave un livre enchaîné qu'il conserve. Il le parcourt même si le livre est parsemé de mises en garde, de dessins de mort et autres. En dépit des avertissements, Eric lit à haute voix une phrase et libère sans s'en apercevoir une chose du livre.
Mia souffre de plus en plus du manque et en dépit des tentatives de ses amis de l'en empêcher, elle prend la voiture et s'enfuit. Sur sa route, elle croise une créature ensanglantée et la voiture fait un virage pour plonger dans un étang. Mia s'extrait de l'habitacle et revoit la chose diabolique échappée du livre. En s'enfuyant, la jeune fille tombe dans un buisson d'épines dont les branches la ligotent. L'Abomination réapparaît et vomit un enchevêtrement de cordes qui pénètre à l'intérieur de Mia, prenant possession d'elle…

### Evil Dead Rise(2023)
Après une longue route éreintante, Beth arrive chez sa sœur aînée Ellie. Cette dernière élève seule ses trois enfants dans un petit appartement de Los Angeles. Dans l'immeuble, les enfants découvrent un mystérieux livre. Celui-ci renferme des démons qui prennent possession du corps d'Ellie. Confrontées à leurs pires cauchemars, Beth et les enfants vont devoir survivre.

### Evil Dead Burn(2026)
En 2024, il est annoncé que Sébastien Vaniček va réaliser un nouveau film qu'il va co-écrire avec Florent Bernard, intitulé Evil Dead Burn. L'équipe du film a été sélectionnée personnellement par Sam Raimi. Le projet s'intitule Evil Dead: Burn.

### Projet de septième film
En avril 2024, un septième film est annoncé avec Francis Galluppi à l'écriture et la réalisation. Comme pour Burn, le réalisateur a été sélectionné par Sam Raimi.

## Télévision

### Ash vs. Evil Dead(2015-18)
Ash Williams vient de passer ces dernières années à vivre dans une caravane et à travailler comme vendeur dans un magasin de bricolage. Mais un soir où il est fortement alcoolisé, il fait l’erreur de lire le Nécronomicon qui fait revenir les Cadavéreux, qui menacent ainsi de détruire l'humanité.
Ash est contraint de sortir de sa retraite de tueur de démons pour sauver le monde à l'aide de sa tronçonneuse fixée à sa main droite. Mais cette fois, il n'est plus seul pour combattre les forces du Mal. Il est aidé de Pablo et Kelly, deux vendeurs du magasin où il travaille. Parallèlement, Ash est traqué par deux femmes, une policière et une femme mystérieuse qui prétend vouloir se venger de lui...

### Futur projet
En août 2024, Bruce Campbell confirme qu'un nouveau projet de série d’animation Evil Dead est en développement dans laquelle il devrait reprendre son rôle d'Ash.

## Moyen métrage

### Within the Woods(1978)
En 1978, Sam Raimi réalise un moyen métrage intitulé Within the Woods afin de présenter le concept pour un film d'horreur qui deviendra le futur Evil Dead de 1981. Avec cette production à très petit budget, il souhaite attirer des producteurs afin de produire un long-métrage.
Le moyen métrage met déjà en scène deux acteurs du futur Evil Dead : Bruce Campbell, qui participe également à la production, ainsi que Ellen Sandweiss. Le film suit un couple qui, lors d'un séjour dans une cabane dans les bois, est victime d'une force démoniaque.

## Fiche technique
Sauf indication contraire, les informations mentionnées dans cette section peuvent être confirmées par la base de données cinématographiques IMDb,  présente dans la section « Liens externes ».
|                         | Films                   | Films                                                    | Films                             | Films                   | Films                                   | Films                                   |
| Evil Dead (1981)        | Evil Dead 2 (1987)      | Evil Dead 3 : L'Armée des ténèbres (1992)                | Evil Dead (2013)                  | Evil Dead Rise (2023)   | Evil Dead Burn (2026)                   |                                         |
| ----------------------- | ----------------------- | -------------------------------------------------------- | --------------------------------- | ----------------------- | --------------------------------------- | --------------------------------------- |
| Titre original          | The Evil Dead           | Evil Dead 2: Dead by Dawn                                | Army of Darkness                  |                         |                                         |                                         |
| Titre québécois         | L'Opéra de la terreur   | L'Opéra de la terreur 2                                  | L'Armée des ténèbres              | L'Opéra de la terreur   | L'Opéra de la terreur : Renaissance     | NC                                      |
| Réalisation             | Sam Raimi               | Sam Raimi                                                | Sam Raimi                         | Fede Alvarez            | Lee Cronin                              | Sébastien Vaniček                       |
| Scénario                | Sam Raimi               | Sam Raimi                                                | Sam Raimi                         | Fede Alvarez            | Lee Cronin                              | Sébastien Vaniček                       |
| Scénario                |                         | Scott Spiegel                                            | Ivan Raimi                        | Rodo Sayagues           |                                         | Florent Bernard                         |
| Musique                 | Joseph LoDuca           | Joseph LoDuca                                            | Joseph LoDuca                     | Roque Baños             | Stephen McKeon                          | NC                                      |
| Musique                 |                         | Danny Elfman (thème uniquement)                          |                                   |                         |                                         |                                         |
| Photographie            | Tim Philo               | Peter Deming                                             | Bill Pope                         | Aaron Morton            | Dave Garbett                            | Philip Lozano                           |
| Montage                 | Edna Ruth Paul          | Kaye Davis                                               | Bob Murawski et Sam Raimi         | Bryan Shaw              | Bryan Shaw                              | NC                                      |
| Sociétés de production  | Renaissance Pictures    | Renaissance Pictures                                     | Renaissance Pictures              | Ghost House Pictures    | Ghost House Pictures                    | Ghost House Pictures                    |
| Sociétés de production  |                         |                                                          | Dino De Laurentiis Communications | FilmDistrict            | Wild Atlantic Pictures                  | Screen Gems                             |
| Sociétés de production  |                         |                                                          |                                   | TriStar Pictures        |                                         | New Line Cinema                         |
| Durée                   | 85 minutes              | 84 minutes                                               | 81 minutes                        | 92 minutes              | 97 minutes                              | NC                                      |
| Langue originale        | anglais                 | anglais                                                  | anglais                           | anglais                 | anglais                                 | anglais                                 |
| Pays de production      | États-Unis              | États-Unis                                               | États-Unis                        | États-Unis              | États-Unis                              | États-Unis                              |
| Société de distribution |                         |                                                          |                                   |                         |                                         |                                         |
| États-Unis              | New Line Cinema         | Rosebud Releasing Corporation                            | Universal Pictures                | Sony Pictures Releasing | New Line Cinema (Warner Bros. Pictures) | New Line Cinema (Warner Bros. Pictures) |
| France                  | Metropolitan Filmexport | Splendor Films (sortie initiale) StudioCanal (ressortie) | Metropolitan Filmexport           | Metropolitan Filmexport | Metropolitan Filmexport                 | Metropolitan Filmexport                 |

## Distribution principale et récurrente
| Personnages         | Films              | Films                   | Films                       | Films                  | Films                 | Télévision                  |
| Personnages         | Evil Dead (1981)   | Evil Dead 2 (1987)      | L'Armée des ténèbres (1992) | Evil Dead (2013)       | Evil Dead Rise (2023) | Ash vs. Evil Dead (2015-18) |
| ------------------- | ------------------ | ----------------------- | --------------------------- | ---------------------- | --------------------- | --------------------------- |
| Ash Williams        | Bruce Campbell     | Bruce Campbell          | Bruce Campbell              | Bruce Campbell (caméo) |                       | Bruce Campbell              |
| Pr. Raymond Knowby  | Bob Dorian (voix)  | John Peaks              |                             | Bob Dorian (voix)      |                       | Nicholas Hope               |
| Linda               | Betsy Baker        | Denise Bixler           | Bridget Fonda               |                        |                       | Rebekkah Farrell            |
| Cheryl Williams     | Ellen Sandweiss    |                         |                             | Ellen Sandweiss (voix) |                       | Ellen Sandweiss             |
| Scott               | Richard DeManincor |                         |                             |                        |                       |                             |
| Shelly              | Theresa Tilly      |                         |                             |                        |                       |                             |
| Evil Ash            |                    | Bruce Campbell          | Bruce Campbell              |                        |                       | Bruce Campbell              |
| Henrietta Knowby    |                    | Lou Hancock / Ted Raimi |                             |                        |                       | Alison Quigan / Ted Raimi   |
| Annie Knowby        |                    | Sarah Berry             |                             |                        |                       |                             |
| Jake                |                    | Dan Hicks               |                             |                        |                       |                             |
| Bobby Joe           |                    | Kassie DePaiva          |                             |                        |                       |                             |
| le seigneur Arthur  |                    |                         | Marcus Gilbert              |                        |                       |                             |
| Henry le Rouge      |                    |                         | Richard Grove               |                        |                       |                             |
| Sheila              |                    |                         | Embeth Davidtz              |                        |                       |                             |
| l'alchimiste        |                    |                         | Ian Abercrombie             |                        |                       |                             |
| Vivian Johnson      |                    |                         |                             | Siân Davis             |                       | Siân Davis                  |
| Mia Allen           |                    |                         |                             | Jane Levy              |                       |                             |
| David Allen         |                    |                         |                             | Shiloh Fernandez       |                       |                             |
| Eric                |                    |                         |                             | Lou Taylor Pucci       |                       |                             |
| Olivia              |                    |                         |                             | Jessica Lucas          |                       |                             |
| Natalie             |                    |                         |                             | Elizabeth Blackmore    |                       |                             |
| Pablo Simon Bolivar |                    |                         |                             |                        |                       | Ray Santiago                |
| Kelly Maxwell       |                    |                         |                             |                        |                       | Dana DeLorenzo              |
| Ruby Knowby         |                    |                         |                             |                        |                       | Lucy Lawless                |
| Beth Bixler         |                    |                         |                             |                        | Lily Sullivan         |                             |
| Ellie               |                    |                         |                             |                        | Alyssa Sutherland     |                             |
| Danny               |                    |                         |                             |                        | Morgan Davies         |                             |
| Bridget             |                    |                         |                             |                        | Gabrielle Echols      |                             |
| Kassie              |                    |                         |                             |                        | Nell Fisher           |                             |

## Accueil

### Box-office
Au 21 mai 2023, Evil Dead Rise est le film de la franchise ayant le plus rapporté au box-office américain, français et mondial. Il est également l'opus ayant coûté le plus cher, avec un budget de 19 000 000 $.
| Film                                                                 | Année  | Recettes aux box-office | Recettes aux box-office | Recettes aux box-office | Nombre d'entrées  | Nombre d'entrées  | Budget (E)     | Sources |
| -------------------------------------------------------------------- | ------ | ----------------------- | ----------------------- | ----------------------- | ----------------- | ----------------- | -------------- | ------- |
| Film                                                                 | Année  | États-Unis              | reste du monde (E)      | Mondial (E)             | France            | Région parisienne | Budget (E)     | Sources |
| Evil Dead                                                            | 1981   | 2 400 000 $             | 27 000 000 $            | 29 400 000 $            | 487 224 entrées   | 86 811 entrées    | 375 000 $      | ,       |
| Evil Dead 2                                                          | 1987   | 5 923 044 $             | 4,513 $                 | 5 927 557 $             | 548 741 entrées   | 113 056 entrées   | 3 500 000 $    | ,       |
| L'Armée des Ténèbres                                                 | 1992   | 11 502 976 $            | 10 000 000 $            | 21 502 976 $            | 143 100 entrées   | 38 939 entrées    | 11 000 000 $   | ,       |
| Evil Dead                                                            | 2013   | 54 239 856 $            | 43 303 096 $            | 97 542 952 $            | 355 907 entrées   | 97 691 entrées    | 17 000 000 $   | ,       |
| Evil Dead Rise                                                       | 2023   | 67 219 338 $            | 78 800 000 $            | 146 019 338 $           | 610 659 entrées   | 163 869 entrées   | 19 000 000 $   | ,       |
| Totaux                                                               | Totaux | 141 285 214 $           | 159 107 609 $(E)        | 300 392 823 $(E)        | 2 145 631 entrées | 500 366 entrées   | $50,875,000(E) | [ 21 ]  |
| Légende - (E) indique une estimation selon les chiffres disponibles. |        |                         |                         |                         |                   |                   |                |         |

## Autres médias

### Comédie musicale
Avec l'accord de Sam Raimi et Bruce Campbell, une comédie musicale voit le jour en 2003. Le spectacle est lancé à Toronto pour une période limitée, puis il est rejoué lors de l'édition 2004 du festival Juste pour rire à Montréal.
À la suite des retours positifs, il est lancé en Off-Broadway en 2006 au théâtre New World Stages à New York. La distribution de cette production enregistre ensuite un album officiel avec les chansons du spectacle.

### Comics

#### via Dark Horse Comics
En 1992, Dark Horse Comics publie une mini-série basée sur le troisième film de la franchise, L'Armée des ténèbres par John Bolton. En 2008, l'éditeur adapte une adaptation en quatre volume du premier film écrite par Mark Verheiden et à nouveau illustrée par Bolton.

#### via Dynamite Entertainment
En 2004, Dynamite Entertainment obtient les droits d'adaptation de la franchise. L'éditeur publie alors une série reprenant le titre du troisième film, Army of Darkness, mais se déroulant dans sa continuité.
L'éditeur publie également de nombreux crossover. L'un avec la série Marvel Zombies, publié conjointement avec Marvel Comics, ainsi que des numéros avec des personnages issus d'autres productions de Sam Raimi comme Darkman et Xena, la guerrière. Une mini-série dans laquelle Ash doit sauver Barack Obama est publiée en 2009. Parmi les crossover marquant, deux mini-séries dans lesquels Freddy Krueger et Jason Voorhees affrontent Ash sont publiées entre 2007 et 2008. Il s'agit d'une idée qui devait à l'origine être un film faisant suite à Freddy contre Jason (2003) mais qui n'a jamais vu le jour, New Line Cinema et Raimi n'ayant jamais trouvé d'accord.

#### via Space Goat Productions
En 2015, Space Goat Productions obtient les droits du film Evil Dead 2 et entame la publication d'une série se déroulant dans une chronologie alternative se déroulant dans la continuité du film et ne prenant donc pas en compte les événements du troisième volet. La mini-série en 3 volumes Evil Dead 2: Beyond Dead By Dawn débute en juin 2015, suivie par l'anthologie Evil Dead 2: Tales of the Ex-Mortis, qui débute en août 2015.

### Jeux vidéo
- 1984 : The Evil Dead sur Commodore 64 et ZX Spectrum
- 2000 : Evil Dead: Hail to the King sur PlayStation, Dreamcast et PC
- 2003 : Evil Dead: A Fistful of Boomstick sur PlayStation 2 et Xbox
- 2003 : Evil Dead Pinball sur téléphone mobile
- 2005 : Evil Dead: Regeneration sur PlayStation 2, Xbox et PC
- 2011 : Army of Darkness: Defense sur iOS et Android
- 2011 : Evil Dead: The Game sur iOS
- 2016 : Evil Dead: Endless Nightmare sur iOS et Android
- 2018 : Evil Dead: Virtual Nightmare sur Oculus Go et Samsung Gear VR
- 2019 : Evil Dead: Extended Nightmare sur Android
- 2022 : Evil Dead: The Game sur PlayStation 4, PlayStation 5, Xbox One, Xbox Series, PC et Nintendo Switch

Personnages uniquement
- Ash apparait dans le jeu Poker Night 2 de Telltale Games, sorti en 2013.
- En 2018, Ash Williams, Kelly Maxwell et Pablo Bolivar deviennent des personnages jouables dans le jeu Deploy and Destroy sur iOS et Android.
- En 2019, Ash devient l'un des survivants jouables dans le jeu d'horreur asymétrique Dead by Daylight via un DLC.
- En 2022, un skin d'Ash est proposé sur le jeu en ligne Fortnite. Le Necronomicon est également proposé en tant qu'accessoire.

### Jeux
Le troisième film, L'Armée des ténèbres, inspire plusieurs jeux. D'abord un jeu de société conçu par Barry Nakazono et David McKenzie, publié par Leading Edge Games et sorti en 1993. En 2004, un jeu de cartes à collectionner conçu par George Vasilakos et M. Alexander Jurkat, puis un jeu de rôle qui utilise l'Unisystem, tous deux publiés par Eden Studios.

### Suites non-officielles
En Italie, le premier film sort sous le titre La Casa (« La Maison » en français). Evil Dead 2 est logiquement intitulé La Casa 2. Pour capitaliser sur le succès des films de Sam Raimi, le film La Casa 3 : Ghost House est produit. Il sortira en 1998, en France sous le titre La Maison du cauchemar. Officiellement, ce film n'a aucun lien avec les films originaux. La Maison du cauchemar sera suivi de Démoniaque présence (La Casa 4 : Witchcraft, 1988) et Au-delà des ténèbres (La Casa 5 : Beyond Darkness, 1990). De plus, deux autres films n'ayant totalement rien à voir avec la saga seront rebaptisés respectivement La Casa 6 et La Casa 7 pour leur sortie en Italie : House 2 : La Deuxième Histoire (1987) et House 3 (1989).
Dans le film My Name Is Bruce (2008), Bruce Campbell (également réalisateur et producteur) interprète son propre rôle. Les villageois d'un petit village le confondent avec le personnage d'Ash Williams que l'acteur incarne dans la saga Evil Dead. Les habitants du village le kidnappent et lui demandent de combattre un vrai monstre pour les sauver.
En 2012, la franchise connaît une parodie pornographique intitulée Evil Head réalisée par Doug Sakmann.